# Percy Deane
Percy de Mello Deane (Manaus, 1921 — 1993) foi um pintor e desenhista brasileiro. Nascido em Manaus, passou a infância em Belém e, transferindo-se para o Rio de Janeiro, cursou a Escola Nacional de Belas Artes, onde foi aluno de Quirino Campofiorito.
Em 1942, executou um grande painel para o Cassino da Pampulha, em Belo Horizonte, a convite de Oscar Niemeyer. É de sua autoria também o mosaico do saguão do anexo da Assembléia Legislativa do Rio de Janeiro.  Conquistou no Salão Nacional de Belas Artes o prêmio de viagem ao país, em 1943. Participou, ainda nos 1940, de mostras de artistas brasileiros em Montevidéu, Buenos Aires, Santiago do Chile e La Plata. Como desenhista, ilustrou as crônicas de Nelson Rodrigues na revista O Cruzeiro, além de obras de Graciliano Ramos, José Lins do Rego, Josué Montelo, Alina Paim, entre outros. 
É autor de diversos retratos de personalidades, destacando-se o do poeta João Cabral de Melo Neto. Tem um desenho na coleção latino-americana do Museu de Arte Moderna de Nova York.